# Europese kampioenschappen acrobatische gymnastiek 1993
De Europese kampioenschappen acrobatische gymnastiek 1993 waren door International Federation of Sports Acrobatics (IFSA) georganiseerde kampioenschappen voor acrogymnasten. De 14e editie van de Europese kampioenschappen vond plaats van 22 tot en met 28 november 1993 in het Belgische Antwerpen.

## Resultaten

### Tumbling
| Dames      |                   |                   |                   |
| Discipline | Goud              | Zilver            | Brons             |
| Overall    | Svetlana Ivanova  | Tatyana Morozova  | Philippa Musikant |
| Salto      | Tatyana Morozova  | Svetlana Ivanova  | Phillipa Musikant |
| Rotatie    | Natalya Prosenyuk | Philippa Musikant | Anita Genova      |
| Heren      |                   |                   |                   |
| Discipline | Goud              | Zilver            | Brons             |
| Overall    | Pascal Eouzan     | Sergei Bondarchuk | Tomasz Kies       |
| Salto      | Stanimir Ivanov   | Craigh Lowther    | Elgugga Khetaguri |
| Rotatie    | Yuriy Pedorenko   | Pascal Eouzan     | Krzysztof Wilusz  |

### Duo's
| Dames      |                                       |                                          |                                          |
| Discipline | Goud                                  | Zilver                                   | Brons                                    |
| Allround   | Marina Redkovolosova Natalia Antipova | Gergana Beltcheva Miroslava Dermendjieva | Marina Lobanova Irina Drachuk            |
| Balans     | Marina Redkovolosova Natalia Antipova | Gergana Beltcheva Miroslava Dermendjieva | Marina Lobanova Irina Drachuk            |
| Tempo      | Marina Redkovolosova Natalia Antipova | Gergana Beltcheva Miroslava Dermendjieva | Gretel Leroy Evelyne Verleye             |
| Heren      |                                       |                                          |                                          |
| Discipline | Goud                                  | Zilver                                   | Brons                                    |
| Allround   | Roumen Latchkov Vladimir Vladev       | Yuriy Motuzenko Ruslan Zhuk              | Patrick Floren Bart Andries              |
| Balans     | Yuriy Motuzenko Ruslan Zhuk           | Roumen Latchkov Vladimir Vladev          | Adil Mustafaev Samir Djabrailov          |
| Tempo      | Roumen Latchkov Vladimir Vladev       | Yuriy Motuzenko Ruslan Zhuk              | Andrzej Piechota Tomasz Wlezien          |
| Gemengd    |                                       |                                          |                                          |
| Discipline | Goud                                  | Zilver                                   | Brons                                    |
| Allround   | Oxana Perelygina Eduard Perelygin     | Borislava Stankova Ivaylo Katzov         | Agnieszka Bondarczuk Andrezej Sokolowski |
| Balans     | Oxana Perelygina Eduard Perelygin     | Borislava Stankova Ivaylo Katzov         | Agnieszka Bondarczuk Andrezej Sokolowski |
| Tempo      | Oxana Perelygina Eduard Perelygin     | Borislava Stankova Ivaylo Katzov         | Agnieszka Bondarczuk Andrezej Sokolowski |

### Groep
| Dames      |                                                            |                                                                          |                                                                 |
| Discipline | Goud                                                       | Zilver                                                                   | Brons                                                           |
| Allround   | Krassimira Petrova Miglena Pankova Marusia Ivanova         | Joanna Chmielewska Marzena Pawlliszyn Agnieszka Mrozowicz                | Sally Van Renterghem Patricia Voet Sofie De Mey                 |
| Balans     | Krassimira Petrova Miglena Pankova Marusia Ivanova         | Joanna Chmielewska Marzena Pawlliszyn Agnieszka Mrozowicz                | Sally Van Renterghem Patricia Voet Sofie De Mey                 |
| Tempo      | Krassimira Petrova Miglena Pankova Marusia Ivanova         | Joanna Chmielewska Marzena Pawlliszyn                                    | Tatyana Butova Elena Kirpota Svetlana Moschina                  |
| Heren      |                                                            |                                                                          |                                                                 |
| Discipline | Goud                                                       | Zilver                                                                   | Brons                                                           |
| Allround   | Piotr Pas Piotr Szczygiel Jacek Gutszmit Michal Kozlowski  | Stefan Nikolov Teodor Gueorguiev Pavlin Nikolov Yulian Vassilev          | David Mullmann Manuel Messer Henry Krumb Michael Buttel         |
| Balans     | Em. Abuashvili Dim. Kartozia V. Arakishivili V. Poposhvili | Elshan Seifulaev Aleksander Litsjkin Valeri Litsjkin Elohan Shachbazzade | Stefan Nikolov Teodor Gueorguiev Pavlin Nikolov Yulian Vassilev |
| Tempo      | Piotr Pas Piotr Szczygiel Jacek Gutszmit Michal Kozlowski  | Stefan Nikolov Teodor Gueorguiev Pavlin Nikolov Yulian Vassilev          | David Mullmann Manuel Messer Henry Krumb Michael Buttel         |

1978 ·
1979 ·
1980 ·
1982 ·
1984 ·
1985 ·
1986 ·
1987 ·
1988 ·
1989 ·
1990 ·
1991 ·
1992 ·
1993 ·
1994 ·
1995 ·
1996 ·
1997 ·
1999 ·
2001 ·
2003 ·
2005 ·
2007 ·
2009 ·
2011 ·
2013 ·
2015 ·
2017 ·
2019 ·
2021 ·